# Кнотц, Ксаверий
Ксаверий Кнотц (пол. Ksawery Knotz, р. 1965) – польский католический священник, капуцин (OFMCap.), доктор пастырского богословия, автор нескольких книг.

## Биография
Учился в Краковском Папском университете имени Иоанна Павла II, Фрибурском университете и Люблинском католическом университете. В 1991 году был рукоположен в сан священника. В 2001 году получил степень доктора теологии (специальность – пастырское богословие). В 2004 году создал интернет-портал SzansaSpotkania.net, посвящённый проблемам сексуальной жизни с точки зрения католического богословия. Портал стал лауреатом «Национального конкурса христианских сайтов». Руководил группой «Обновление в Святом Духе» и общиной неокатехумената. Живёт в Кракове, преподаёт пастырское богословие в семинарии ордена капуцинов. В 2010 году участвовал в Форуме издателей во Львове.

## Книги

### Публикации
| Название на языке оригинала                                | Соавтор (если есть) | Год издания | Переводы |
| ---------------------------------------------------------- | ------------------- | ----------- | --- |
| Akt małżeński. Szansa spotkania z Bogiem i współmałżonkiem |                     | 2001        | |
| Ojciec Pio i zapach fiołków                                |                     | 2007        | |
| Seks jakiego nie znacie. Dla małżonków kochających Boga    |                     | 2009        | чеш. Sex, jak ho neznáte: pro manžele, kteří milují Boha (2009) рус. Секс: неизвестное об известном. Для христианских супругов (2010) укр. Секс, якого не знаєте. Для подружніх пар, які люблять Бога (2010) исп. El sexo que no conoces (2010) |
| Nie bój się seksu czyli kochaj i rób co chcesz             | Сылвестер Шефер     | 2009        | укр. Не бійся сексу, або люби і роби, що хочеш (2011) |
| Seks jest boski, czyli Erotyka katolika                    | Крыстына Стрончек   | 2010        | исп. Sexo como Dios manda (2010) |

### Критика
Директор украинского христианского издательства «Свічадо» Богдан Трояновский отмечает, что книга «Секс: неизвестное об известном» в силу провокационной темы получает много отзывов – как положительных, так и отрицательных. Различные книги Кнотца также называли «католической Камасутрой» или «Камасутрой для католиков».